# Sur la route (album)
Pour les articles homonymes, voir Sur la route (homonymie).
Albums de Zaz
Paris
(2014) Effet miroir
(2018)
Sur la route est le premier album de Zaz enregistré en public et sorti le 30 octobre 2015. Il contient une chanson inédite Si jamais j'oublie.
Le concert filmé a été retransmis dans certaines salles de cinéma, le 15 octobre 2015.

## Liste des titres
| 1.    | On ira              | 4:16 |
| 2.    | Le long de la route | 4:20 |
| 3.    | Cette journée       | 3:55 |
| 4.    | Eblouie par la nuit | 3:57 |
| 5.    | Comme ci, comme ça  | 2:45 |
| 6.    | Si                  | 2:38 |
| 7.    | Si je perds         | 5:19 |
| 8.    | La fée              | 5:23 |
| 9.    | Déterre             | 4:38 |
| 10.   | Je veux             | 5:23 |
| 11.   | Si jamais j'oublie  | 3:29 |
| 46:03 |                     |      |